# نیلند
نیلند (به انگلیسی: Neyland) یک شهرک در ولز است که در پمبروکشر واقع شده‌است. نیلند ۳٬۴۶۴ نفر جمعیت دارد.

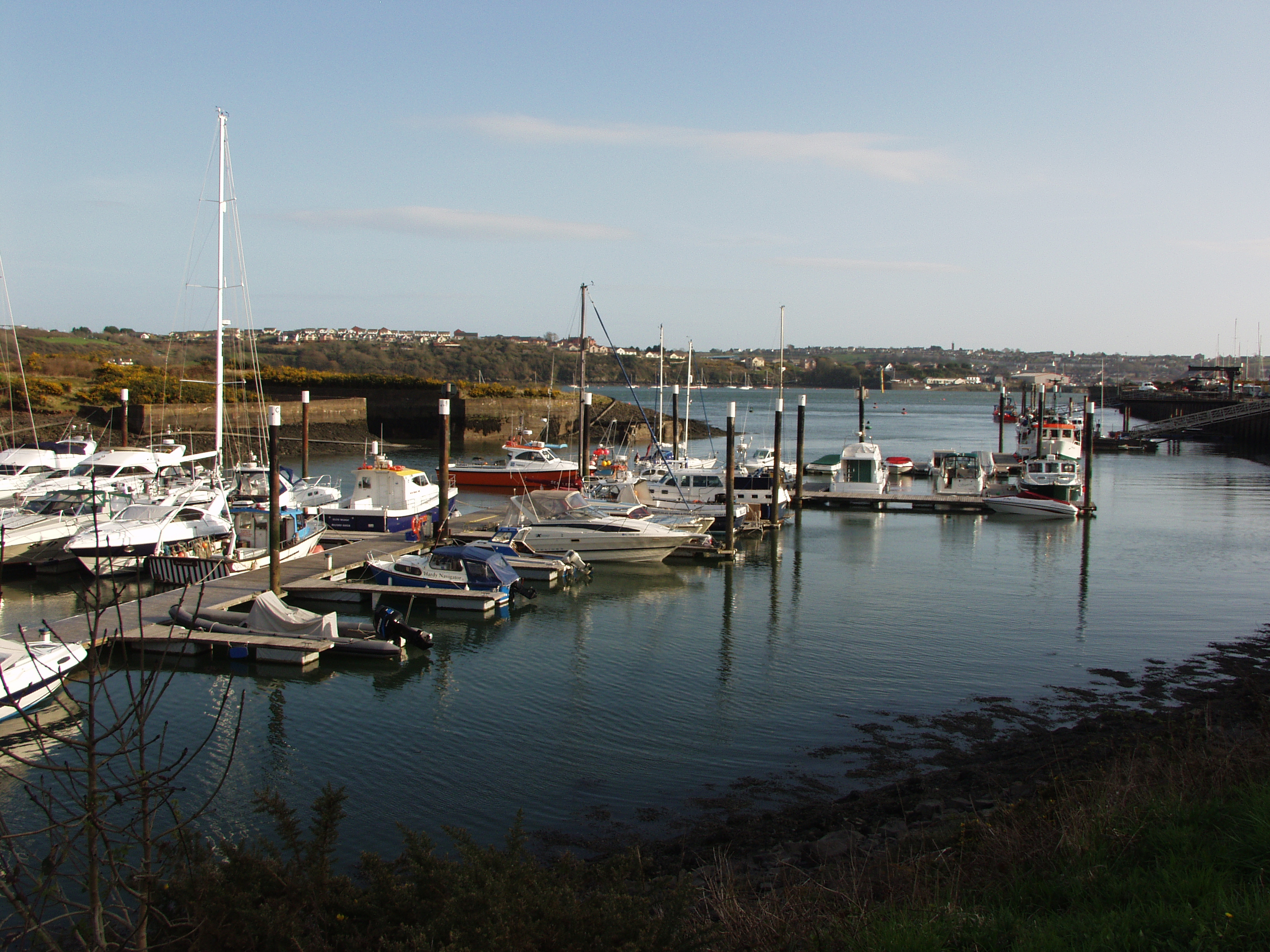
View of Neyland Marina looking out towards the Cleddau